# Мария де ла Эсперанса Бурбон-Сицилийская
Мария де ла Эсперанса Бурбон-Сицилийская ((итал. Maria de la Esperanza di Borbone-Due Sicilie), полное имя Мария де ла Эсперанса Амалия Райнера Мария Розарио Гонзага де Бурбон-Сицилийская, итал. Maria de la Esperanza Amalia Raniera Maria Rosario Luisa Gonzaga di Borbone-Due Sicilie, 14 июня 1914, Мадрид — 8 августа 2005, Вильяманрике-де-ла-Кондеса, Испания) — принцесса из дома Сицилийских Бурбонов, супруга претендента на бразильский престол принца Педро Гастана Орлеан-Браганса. Тетка короля Испании Хуана Карлоса.

## Биография
Родилась 14 июня 1914 года во дворце Вилламехор (исп. Palacio de Villamejor) в Мадриде, став четвертым самым младшим ребенком и третьей дочерью в семье сицилийского принца Карлоса (1870—1949) и его супруги французской принцессы Луизы Орлеанской (1882—1958). Своё детство принцесса провела при испанском королевском дворе, так как, как по линии отца, так и по линии матери они были родственниками короля Альфонсо XIII. Её отец первым браком был женат на старшей сестре короля, принцессе Астурийской Мерседес. Её мать приходилось двоюродной сестрой королю. По матери Мария де ла Эсперанса внучка претендента на французский престол принца Луи Филиппа, графа Парижского. У неё был старший брат принц Карлос, погибший в гражданской войне в Испании и две старшие сестры — Мария де лос Долорес и Мария де лас Мерседес. Последняя вышла замуж за претендента на трон Испании Хуана, графа Барселонского, сына короля Альфонсо XIII. Их сын стал королём Испании Хуаном Карлосом. Таким образом, принцесса Мария де ла Эсперанса тетка нынешнего монарха Испании.
18 декабря 1944 года в Севилье принцесса вышла замуж за бразильского принца и претендента на трон Педро Гаэтао Орлеан-Браганса (1913—2007). Он был сыном принца Педро, принца Грао-Пара (1875—1940) от его брака с польской графиней Елизаветой Добрженской (1875—1951). Правнук императора Бразилии Педро II. Супруги имели шестерых детей:
- Педру Карлуш (род. 1945) — претендент на трон Бразилии, был дважды женат, имеет двух сыновей;
- Мария да Глория (род. 1946) — в первом браке была замужем за кронпринцем Югославии Александром, трое сыновей;
- Альфонсо Дуарте (род. 1948);
- Мануэль Альваро (род. 1949);
- Кристина Мария (род. 1950);
- Франциско Умберто (род. 1956).

Умерла 8 августа 2005 года, пережив своих брата и сестер. Принцесса была Дамой Ордена Королевы Марии Луизы.

## Титулы
- 14 июня 1914 — 8 декабря 1944: Её Королевское Высочество Принцесса Бурбон-Сицилийская
- 8 декабря 1944 — 8 августа 2005: Её Императорское и Королевское Высочество Принцесса Орлеан-Браганса, Принцесса Бурбон-Сицилийская